# Dépôt de locomotives
Pour les articles homonymes, voir dépôt.

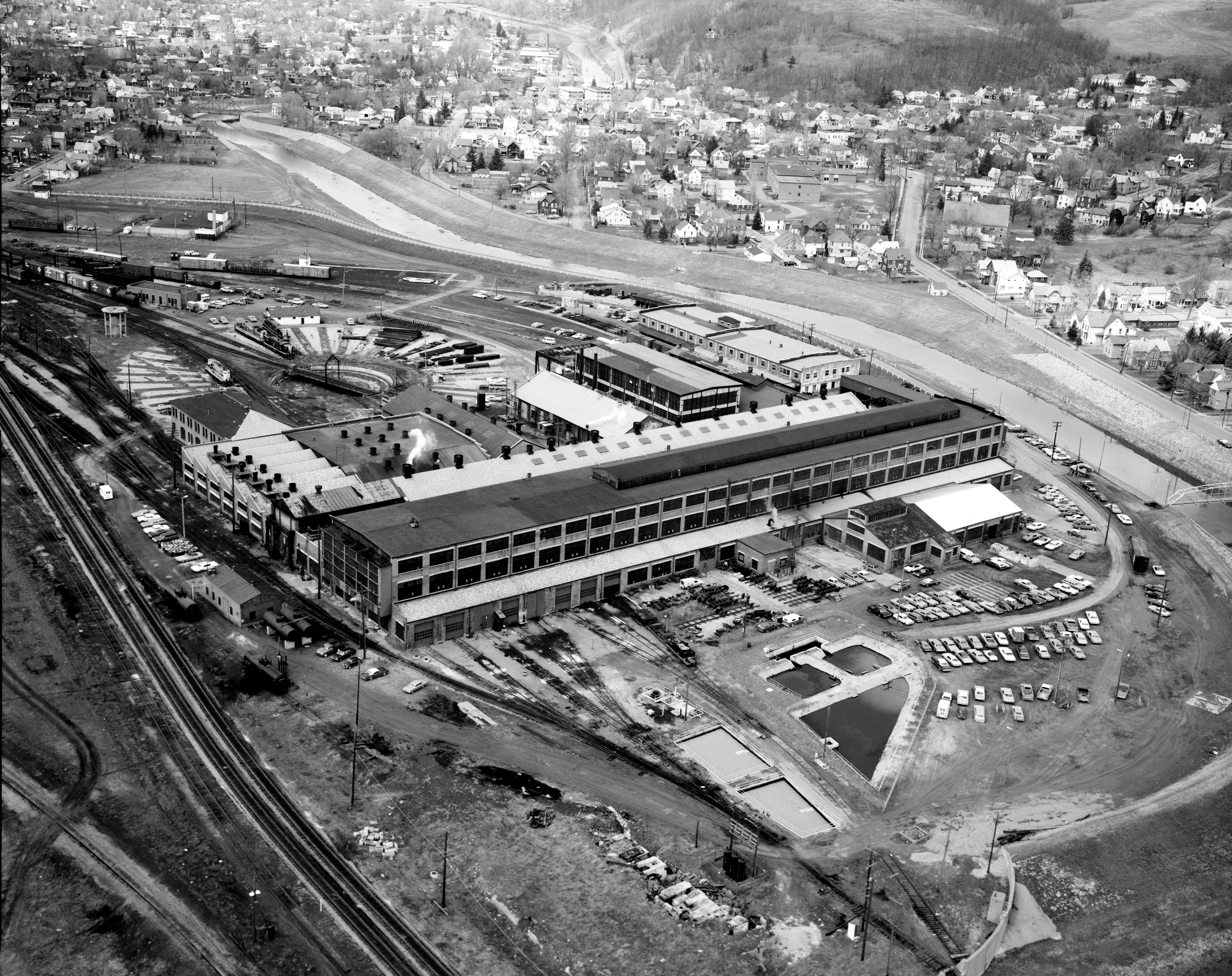
Vue aérienne du dépôt de Hornell, comté de Steuben, état de New York, en avril 1971.

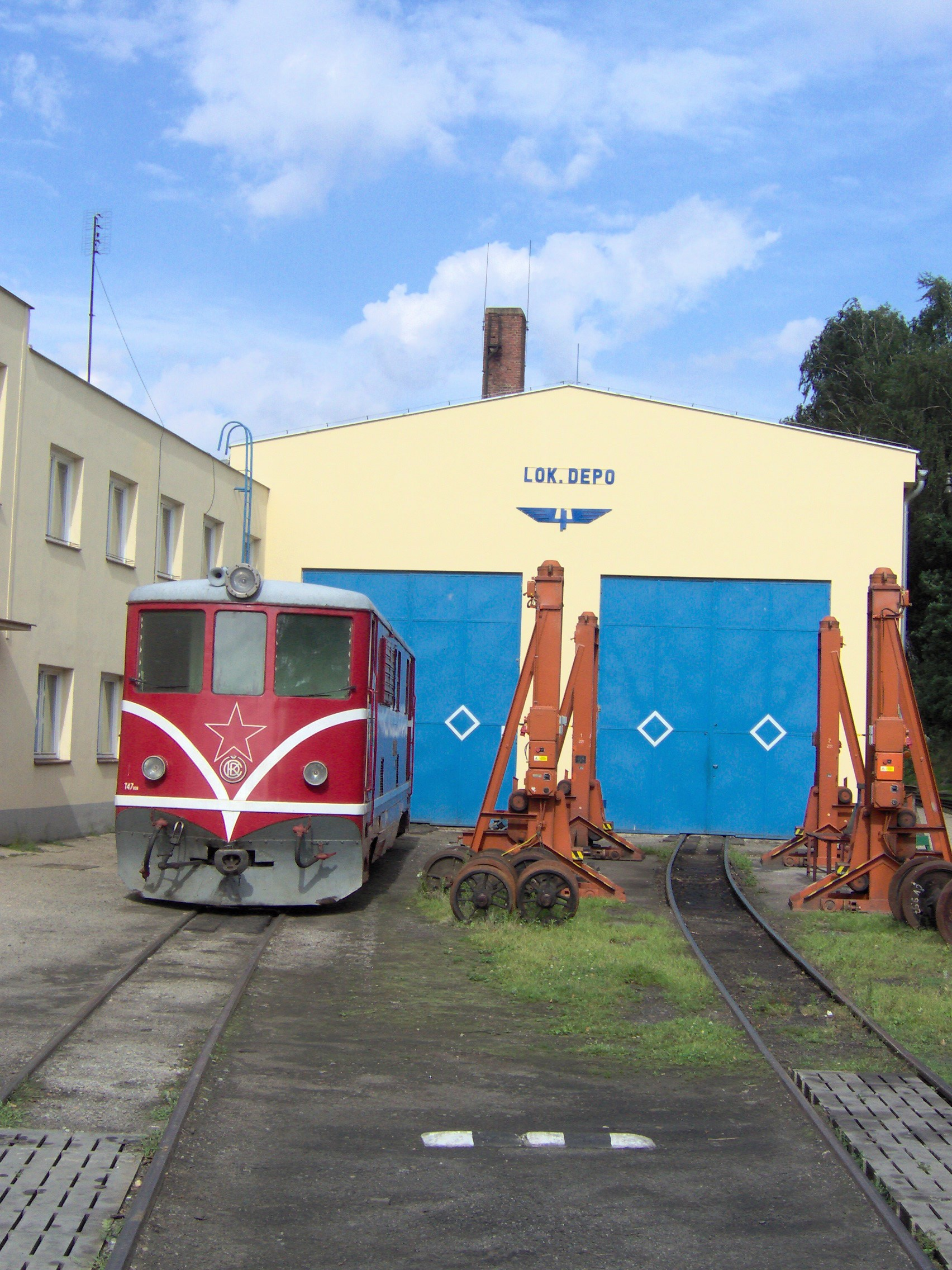
Petit dépôt équipé d’une remise à deux voies et de matériel de levage à Jindřichův Hradec, République tchèque

Le dépôt de locomotives est une infrastructure servant de lieu de garage aux machines, aux rames-bloc et aux rames automotrices entre deux courses. Il est aussi le lieu de leur ravitaillement en combustible, en sable, en eau, de leur entretien et, pour les plus grands dotés d'un atelier, de leur réparations. Suivant son importance, le dépôt peut être qualifié de dépôt relais ou d'annexe de traction.

## Principales installations

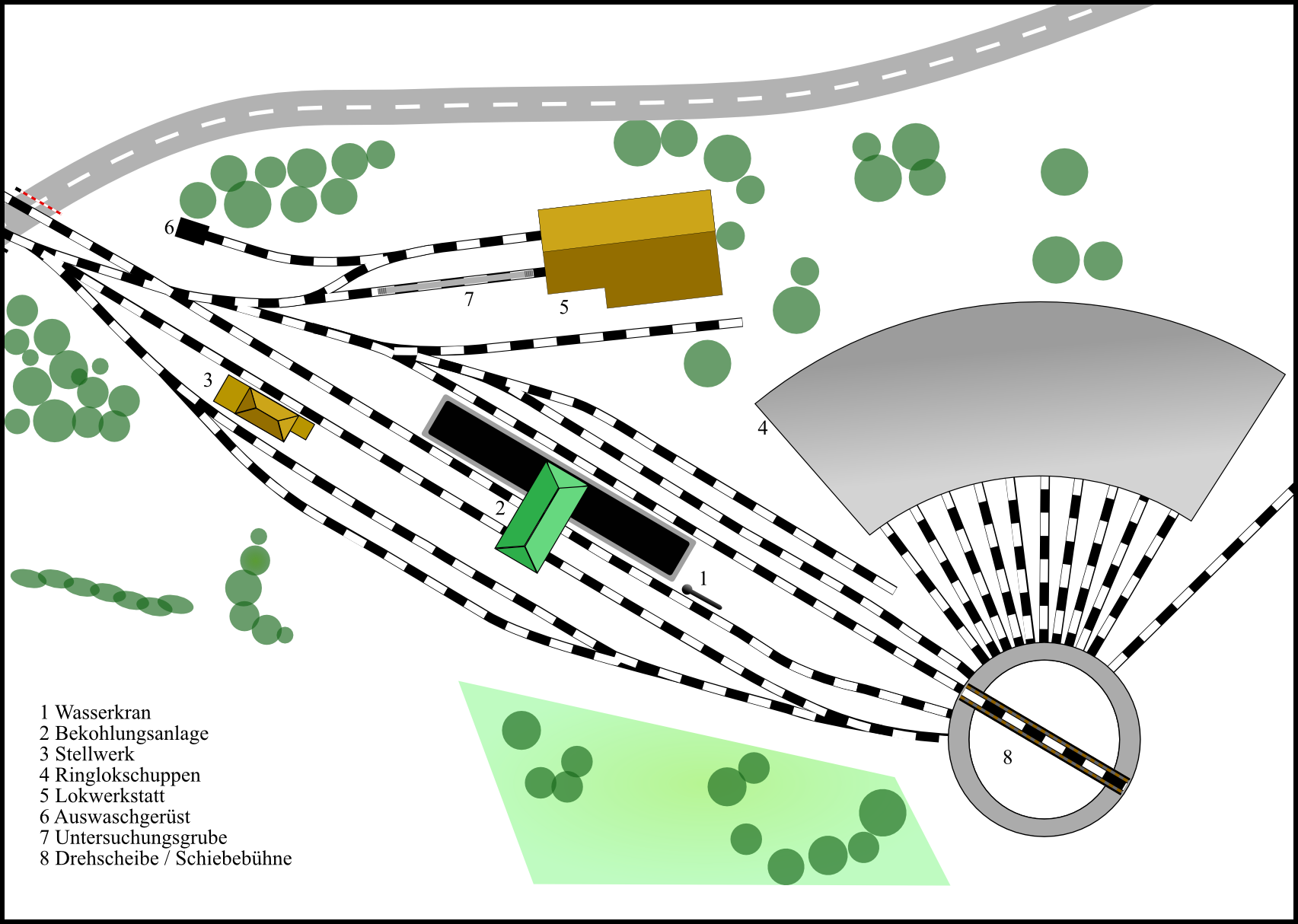
Représentation schématique d’un dépôt équipé d’un parc à combustible et d’une rotonde desservie par une plaque tournante.

Un dépôt ferroviaire peut avoir une surface variable, et contenir diverses installations : cela peut aller d’une voie spécifique permettant l’entretien à des installations s’étendant sur plusieurs hectares.

### Abri et remisage des locomotives
La fonction d'abri pour les locomotives peut être un simple toit, ou constituer un ou plusieurs bâtiments, destinés à abriter une ou plusieurs machines.
Certains dépôts sont équipés de bâtiments circulaires, desservis par une plaque tournante ou un pont tournant ou un pont-secteur : une rotonde. Cette rotonde peut être fermée : l’accès à la plaque tournante se fait alors en traversant le bâtiment.
L'abri des locomotives peut être séparé entre le remisage et l’entretien.
Certains dépôts garent les véhicules ferroviaires sur un gril en plein air. 

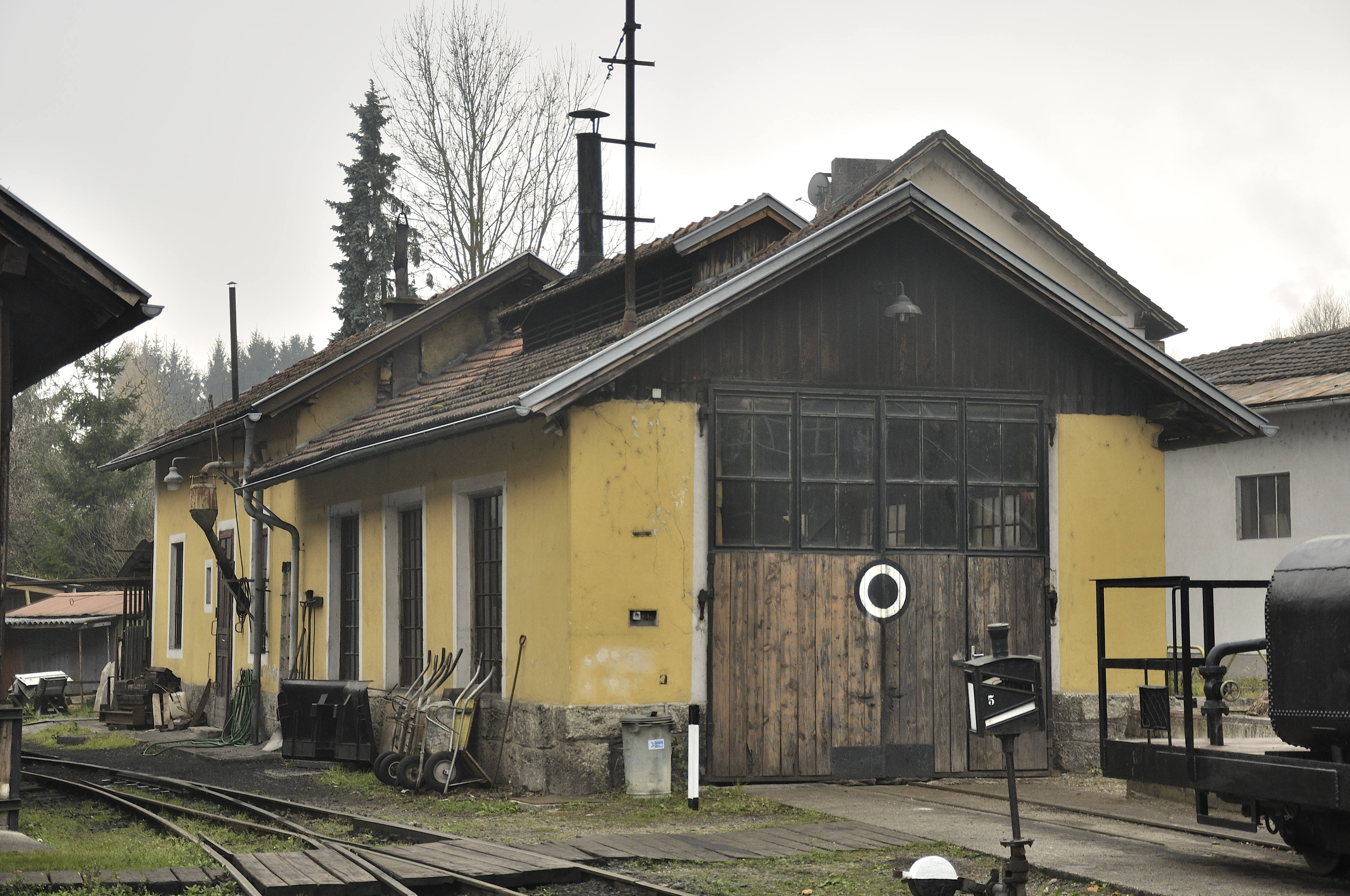
Remise à locomotives à Waldneukirchen (Autriche)
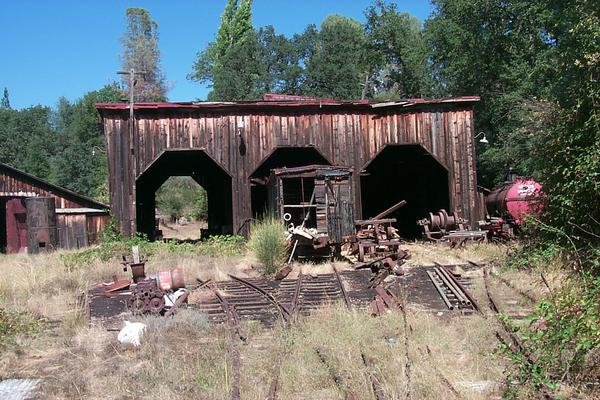
Abri en bois pour trois voies, sur un chemin de fer forestier aux États-Unis
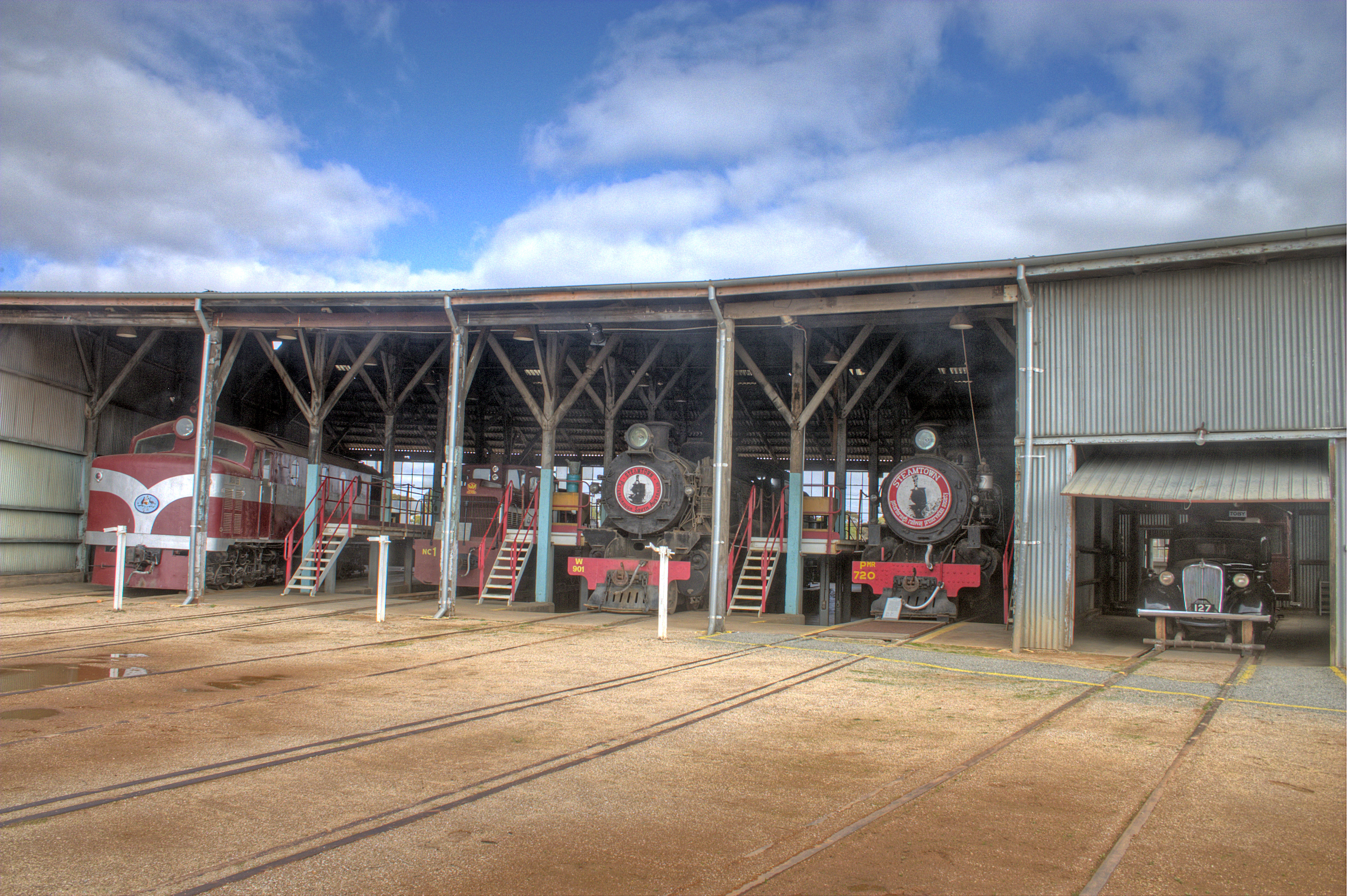
La rotonde du Steamtown Heritage Rail Centre (Australie), présente des parties ouvertes et d'autres fermées.
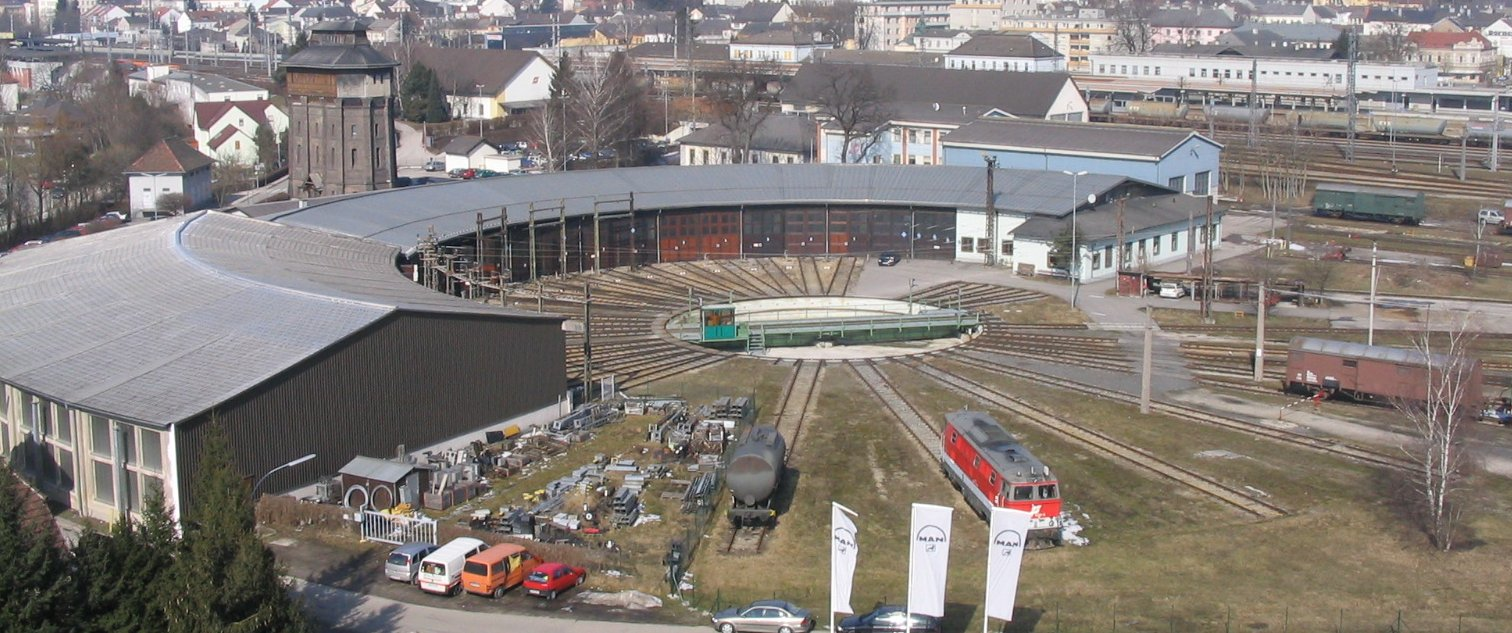
La rotonde ferroviaire de Amstetten (Autriche) abrite un grand nombre de voies

### Appareils de retournement ou de remisage
Certaines locomotives, souvent les locomotives à vapeur, ne sont pas équipées pour une conduite aisée dans les deux sens de marche. Certains dépôts sont donc équipés de solution permettant le retournement des engins :
- les plaques tournantes ;
- les triangles de retournement ;
- les boucles de retournement.

Ces systèmes permettent de gagner de la place pour le remisage, en s'affranchissant d’un long faisceau d’appareils de voie. Ils sont complétés par d'autres matériels destinés au stockage : 
- les ponts transbordeurs ;
- les ponts semi-circulaires.

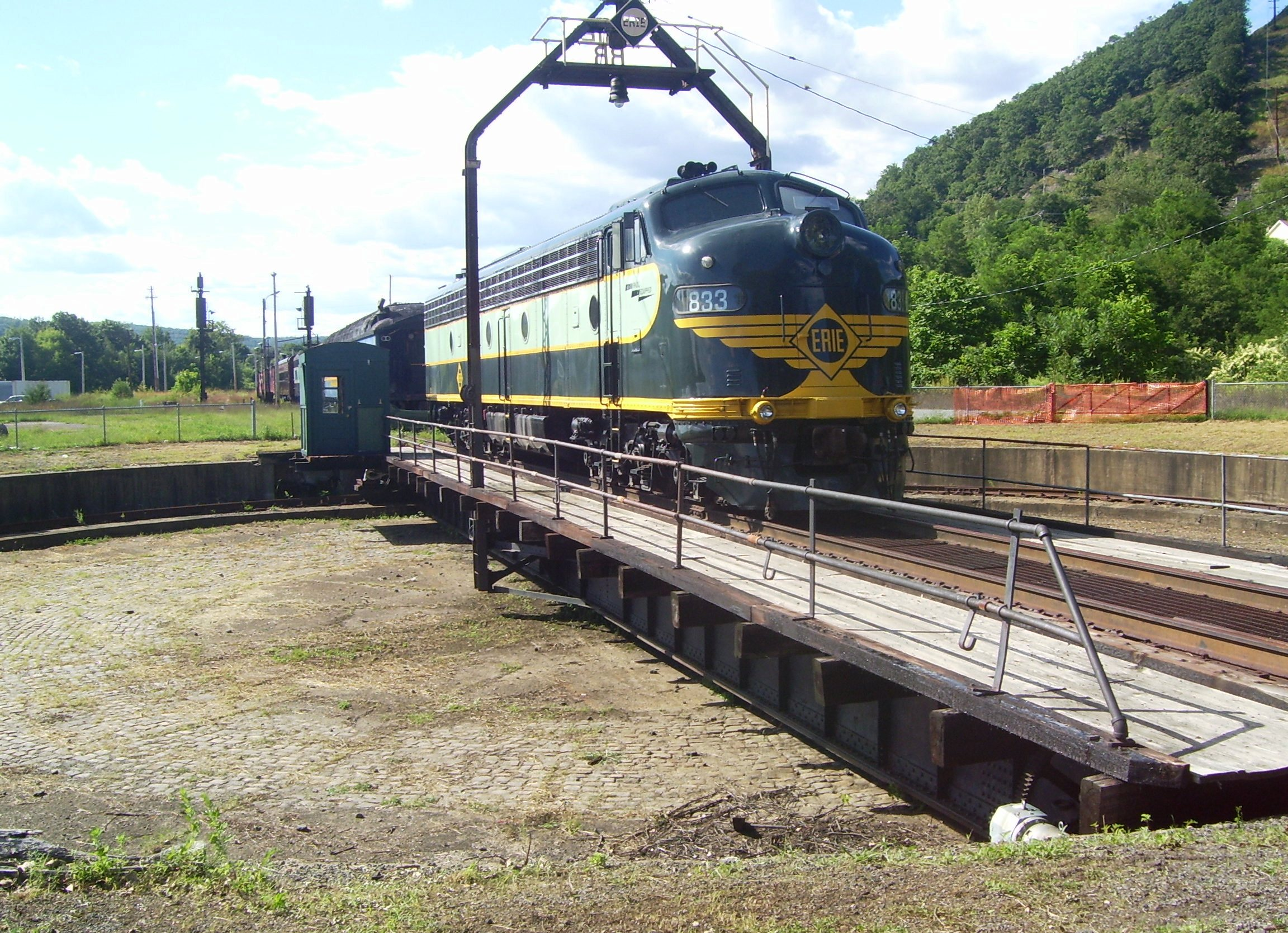
Retournement sur une plaque tournante d’une machine équipée d'une seule cabine de conduite aux États-Unis.
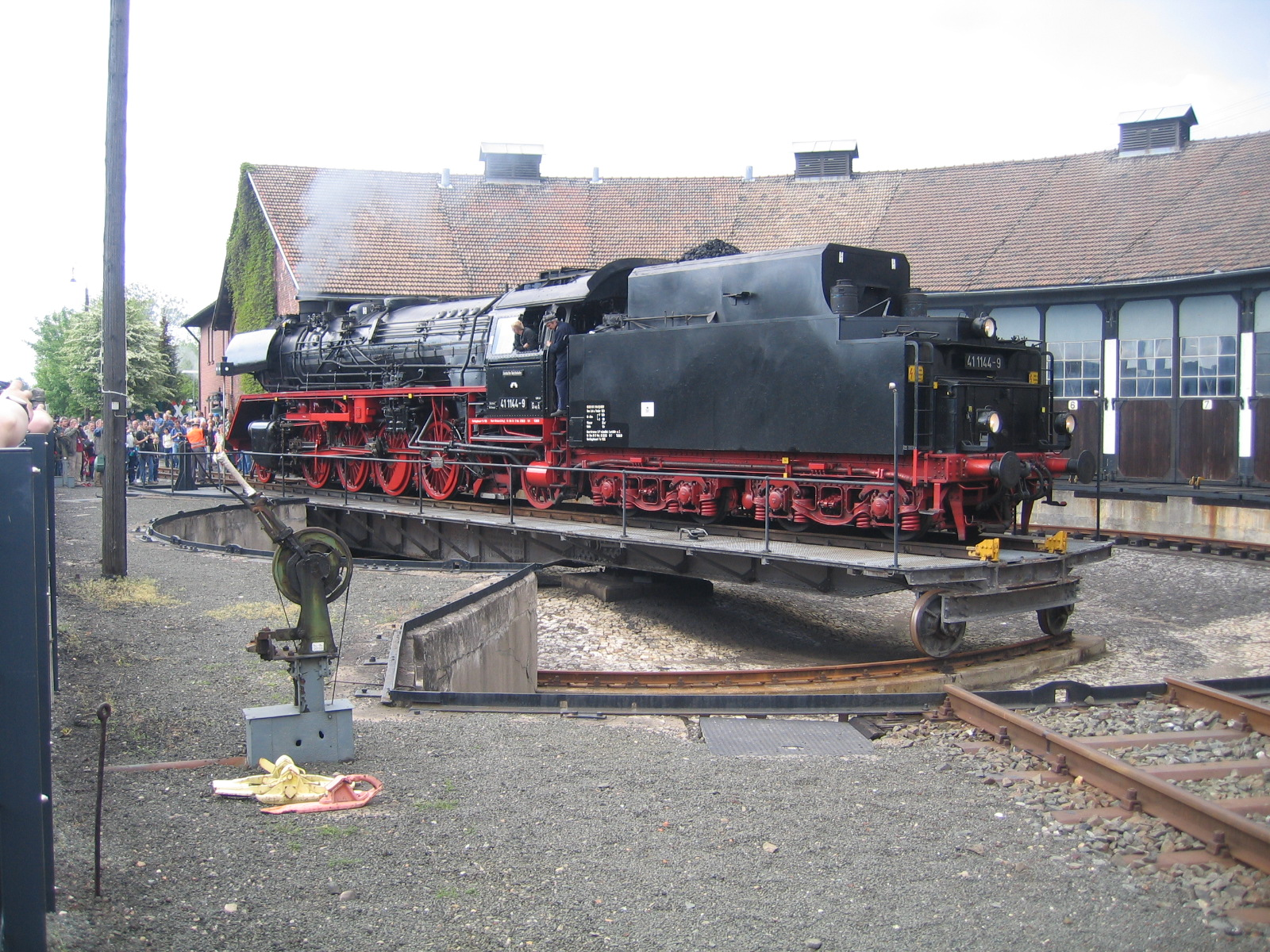
Machine allemande sur un pont-semi circulaire.
Principe du triangle de retournement

### Dispositifs de prise de consommables
Suivant l’importance du dépôt, la possibilité de prise de consommables (combustible, eau, sable, produits de lubrification, etc.) peut varier.

#### Combustibles
Dans le cas d’engins fonctionnant à la vapeur ou avec un moteur thermique, un lieu dédié permettant la prise de combustible (charbon, bois, fuel, essence, briquettes, etc.) est prévu. 
Dans le cas des combustibles solides, on parle du parc à combustible. Il peut prendre la forme d’une estacade sur laquelle le combustible est amené à la machine par la force des bras, ou aller jusqu’à des installations de grande taille permettant une distribution par gravité (toboggan), en passant par une solution mécanique (sauterelle, grue, etc.).
Pour les combustibles liquides, un lieu de stockage du carburant ainsi qu'un système de distribution sont prévus. La taille peut également varier, allant d'une pompe à essence à des portiques dédiés au type de combustible à distribuer.
Pour les engins électriques, l'alimentation est pourvue par défaut en même temps que la voie ferrée : caténaires ou alimentation par troisième rail.
Pour les engins fonctionnant à la vapeur, l'alimentation en eau est indispensable. Elle est souvent fournie par un château d'eau, distribuée par une grue hydraulique ou "manche à eau". Une solution de pompage directement dans un cours d’eau est également possible.

#### Autres produits
La prise de sable, destinée à augmenter l'adhérence des locomotives, peut être présente dans un dépôt. Il s'agit d’une distribution par gravité ou par chargement manuel.
La distribution d’huile et de graisse, destinée à la bonne marche du matériel, est également possible, sous forme, le plus souvent, d'un lieu abrité dédié, d’où sont retirés, par les personnes chargées de l’entretien ou de la conduite, les produits nécessaires.

### Entretien du matériel
Certains dépôts sont équipés pour la maintenance du matériel, qu’il s'agisse de petit entretien ou d’opération lourdes de rénovation ou de remise en état. L'atelier peut donc être réparti entre plusieurs bâtiments, renforcés par des magasins ou des parcs de pièces détachées. Certains dépôts sont spécialisés dans un type d’entretien ou dans un type de matériel spécifique.
Un dépôt peut également comporter une ou plusieurs fosses de visite permettent d’inspecter le dessous de la locomotive, ainsi que des équipements destinés, dans ce cas de machines à vapeur, à recueillir mâchefers et autres boues. 

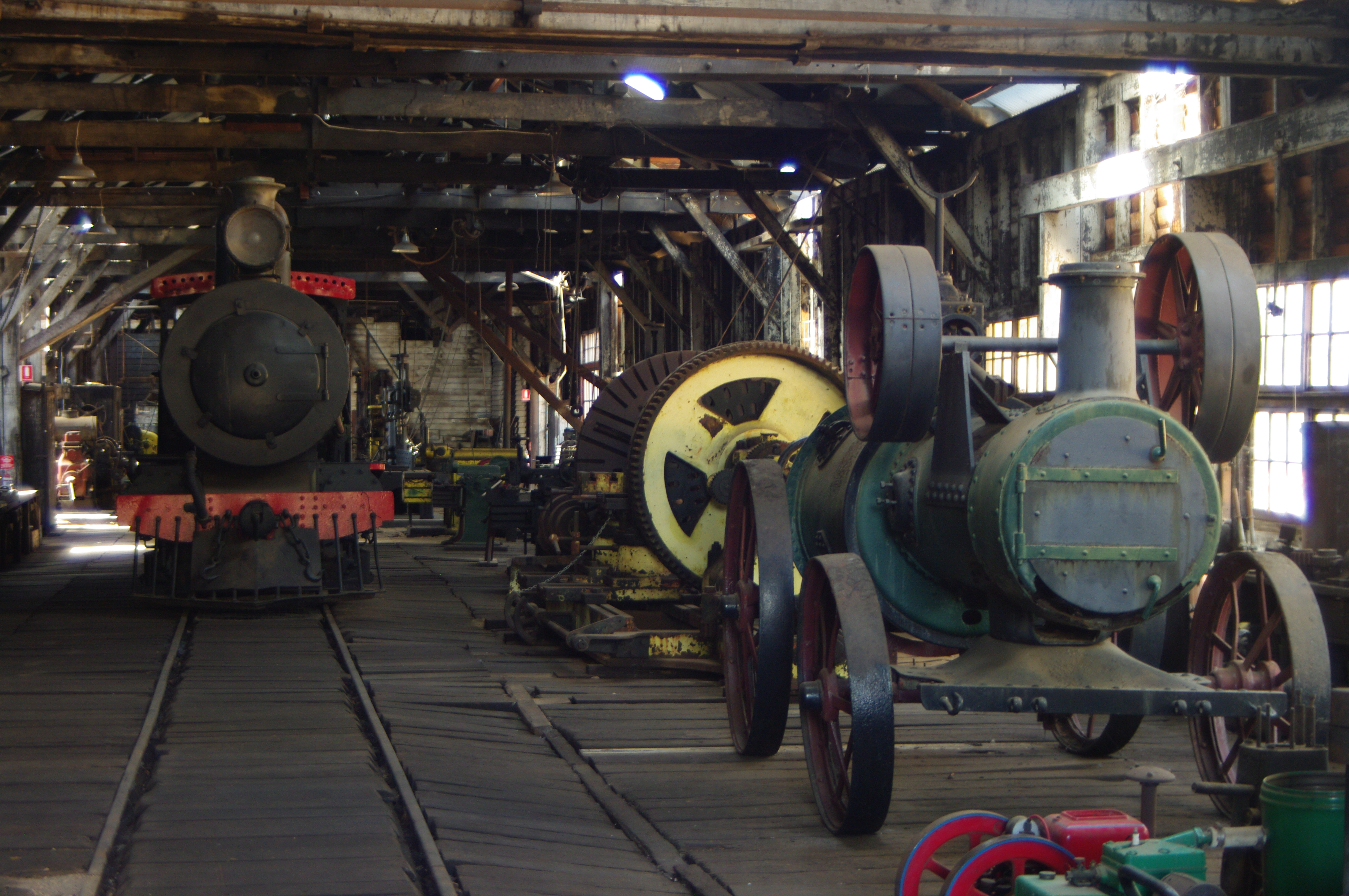
Intérieur d’un atelier à Yarloop, dans l’ouest de l’Australie.
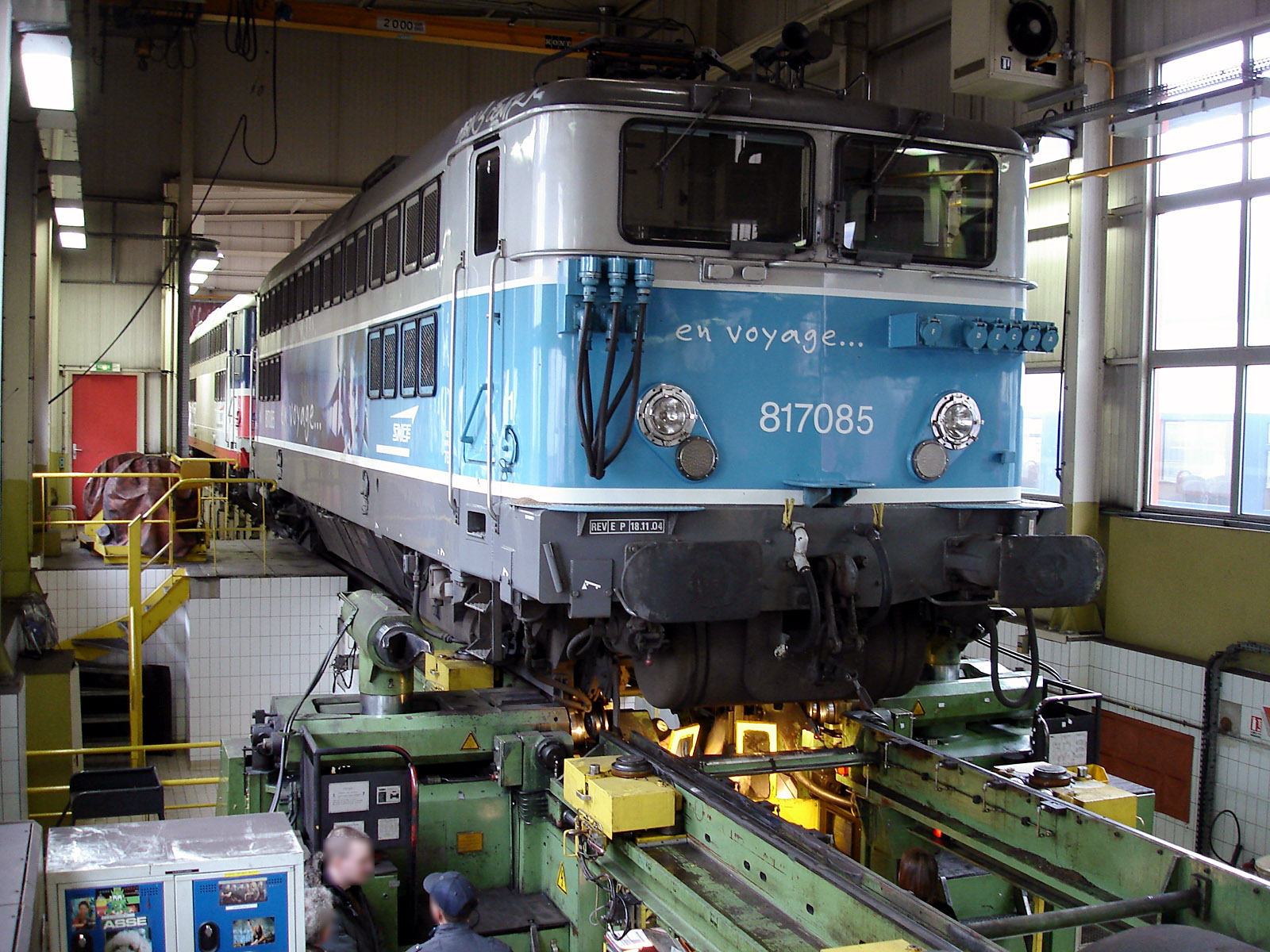
Une BB 17000 sur le tour en fosse du dépôt des Joncherolles (France)
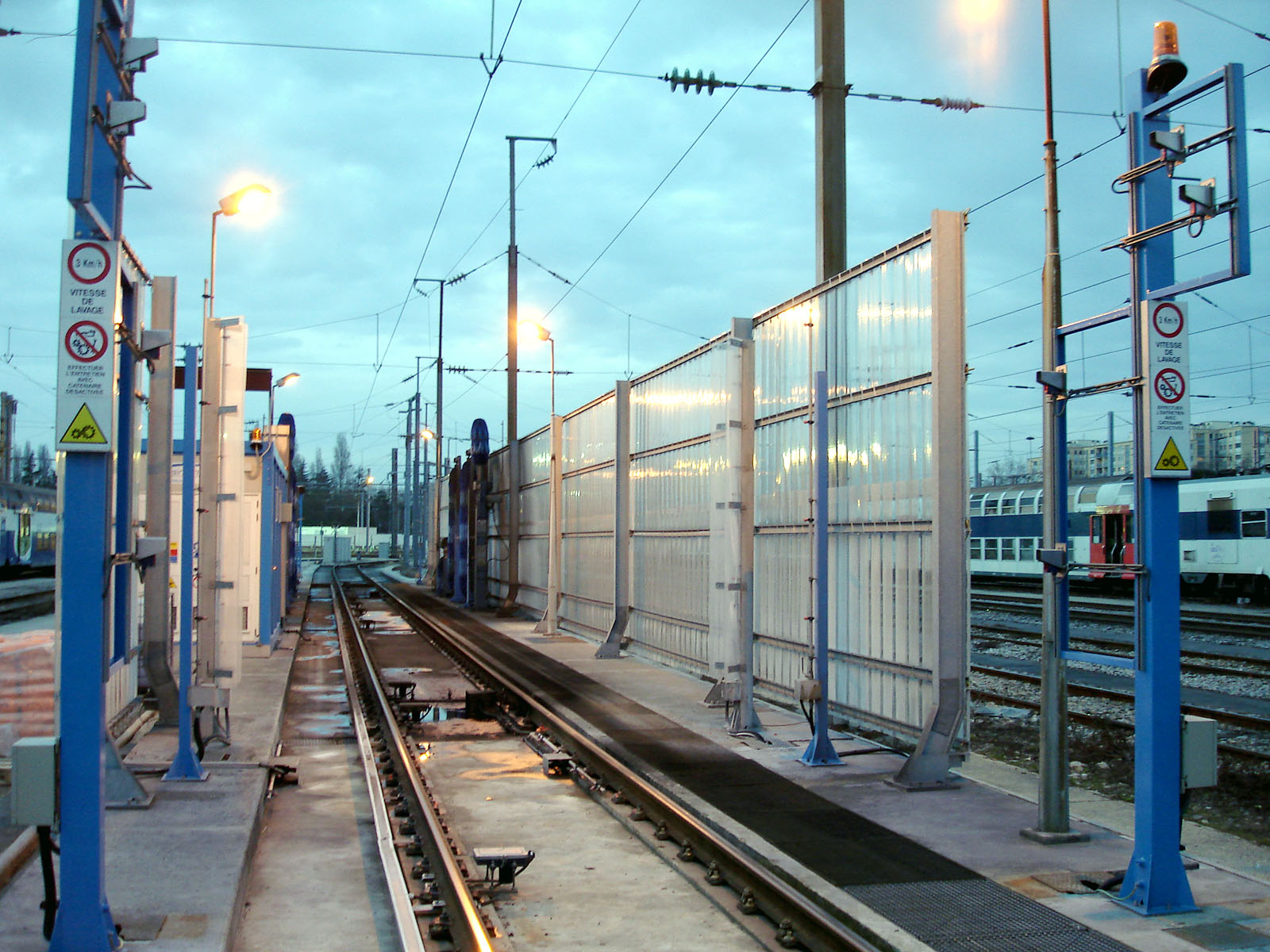
Dispositif de lavage de extérieur des trains (dépôt des Joncherolles, France)
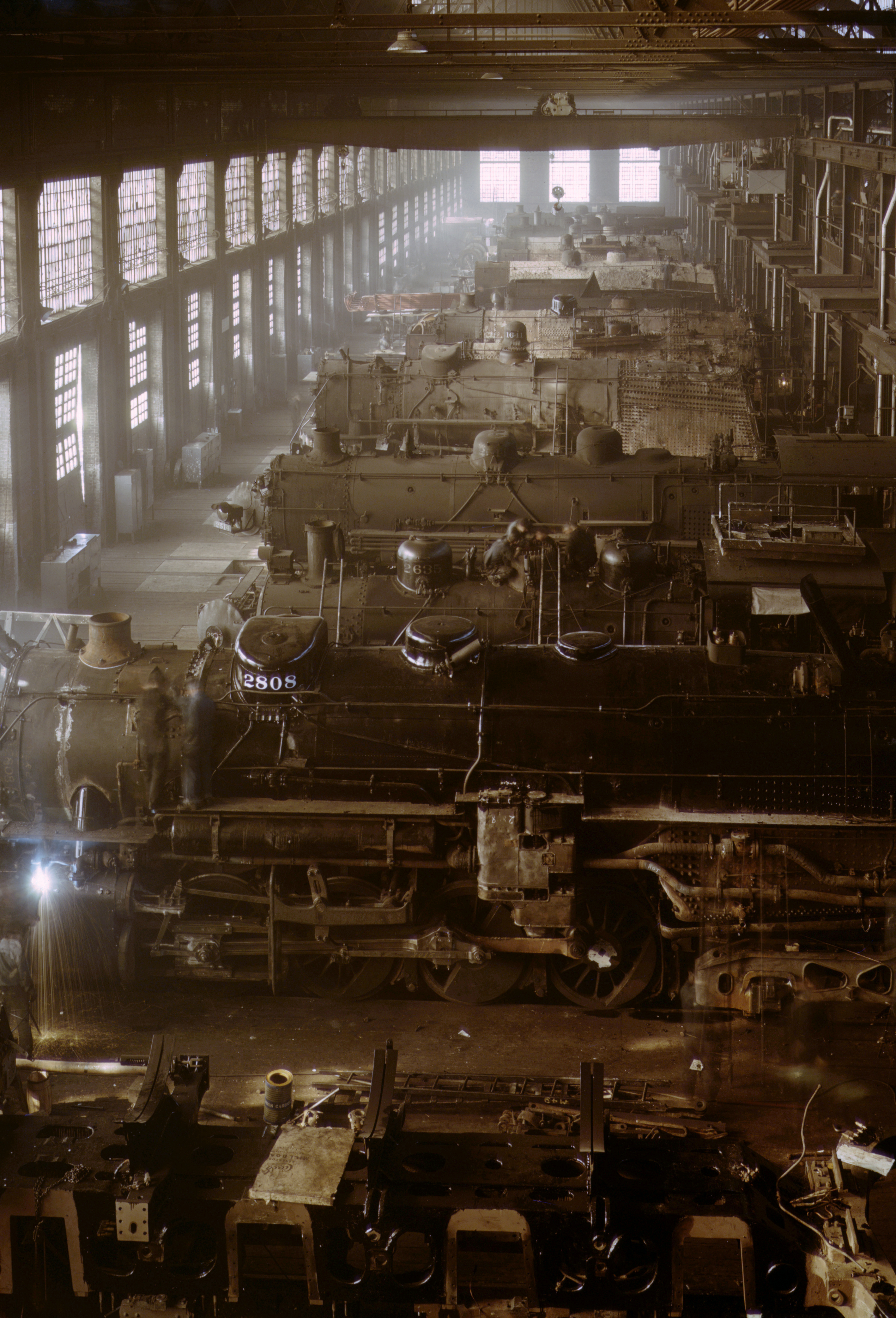
Vue d’un atelier d’entretien de locomotives à vapeur.
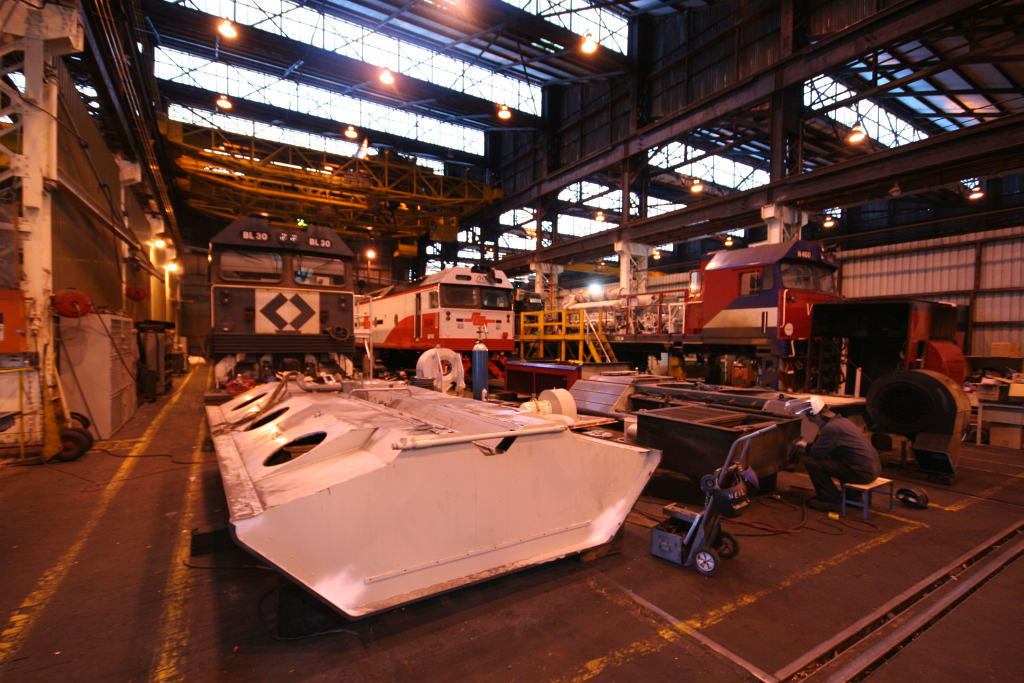
Dépôt de Newport, Melbourne, Australie

## Dépôts enFrance

### Au temps de lalocomotive à vapeur
En ce temps-là le dépôt était une vaste installation comprenant la pièce maîtresse qu'était la rotonde et les différents services liés à l'exploitation de locomotives à vapeur. Il existait 5 classes de dépôts :
- les « principaux » avec les « P1 » et les « P2 »
- ceux de « 1re classe »
- ceux de « 2e classe »
- ceux de « 3e classe »

À côté de ces grands et moyens dépôts on trouvait aussi les « petits dépôts » qui étaient conçus pour un trafic de proximité et les « annexes » qui étaient destinées à fournir un abri et un lieu de ravitaillement occasionnel.
En plus de l'importance du dépôt il faut prendre en compte le fait que certains étaient à vocations marchandises, d'autres à vocations voyageurs et d'autres mixtes.

#### Les dépôts principaux
Ces dépôts étaient les plus grands, pouvant avoir deux à trois rotondes, un parc à combustible et un atelier important. Ils géraient un parc relativement élevé de machines, plus de 100 en moyenne, et se retrouvaient sur les têtes des grands axes d'échange. Ainsi toutes les gares de Paris disposaient de telles installations et les gares terminus des grands axes telles : Marseille, Strasbourg, Nevers, Thionville, Nancy, etc.
Ces dépôts assuraient la fourniture des machines pour les trains express, rapides, omnibus et marchandises avec les régimes ordinaires (ou RO) et les régimes accélérées (ou RA). Certaines grandes villes disposaient de deux dépôts du fait de leur importance ou de la séparation de la gare voyageurs et de la gare aux marchandises constituée par le triage et les entrepôts. On peut citer le cas de Strasbourg avec le dépôt du même nom pour les trains voyageurs et Hausbergen situé à quelques kilomètres pour le triage et le trafic marchandises.

#### Les dépôts de1reclasse
Ces dépôts se retrouvaient sur les intersections de plusieurs lignes à fort trafic et aux « frontières » des régions. De petites lignes y aboutissaient aussi et permettaient à ces dépôts d'avoir un parc de machines relativement élevé, entre 70 et 100 en moyenne, pour écouler le trafic. On trouve ainsi les dépôts de : Troyes, Chalindrey, Belfort, etc.

#### Les dépôts de2eclasse
Ces dépôts se retrouvaient soit sur des artères où un trafic important existait mais ne justifiant pas un grand parc de machines, car ce trafic était établi sur de courtes distances, soit sur un nœud d'axes de faibles importances. On trouvait ainsi les dépôts de : Épinal, Lumes, Audun-le-Roman, etc., qui comptaient de 50 à 70 machines.

#### Les dépôts de3eclasse
Ces dépôts se retrouvaient sur des artères où un trafic local justifiait la présence de machines pour écouler ce trafic vers les grandes gares proches. On trouvait ainsi les dépôts de : Château Thierry, Longwy,Vesoul, etc., qui comptaient de 30 à 50 machines.

#### Les petits dépôts et annexes
Ces établissements ne se justifiaient que par le fait d'un trafic local important à certaines heures mais sur de courtes distances ou en terminus de lignes de faibles trafic. On trouvait ainsi les dépôts de : Longueville, Saint-Dizier, Lérouville, etc. qui comptaient de 10 à 30 machines.
Certaines annexes n'étaient utilisées que pour abriter la ou les machines arrivant le soir avec le dernier train et repartant le lendemain avec le premier train, qui était le même d'ailleurs! 
On trouvait ainsi les annexes de : Meaux, Verneuil, Saint-Louis, etc.
Si des petits dépôts pouvaient être dotés d'un pont tournant mais de taille réduite la plupart se contentaient d'avoir un triangle pour le virage des machines. Quant aux annexes elles ne disposaient que de la remise à une ou deux voies et d'une estacade pour le ravitaillement en combustible, voire d'une sauterelle.

#### Les dépôts relais
Les dépôts relais n'étaient pas considérés comme des dépôts à part entière car ils n'étaient pas titulaires de locomotives. Plus tard, les dépôts relais devinrent des Établissements Traction.

#### Organisation

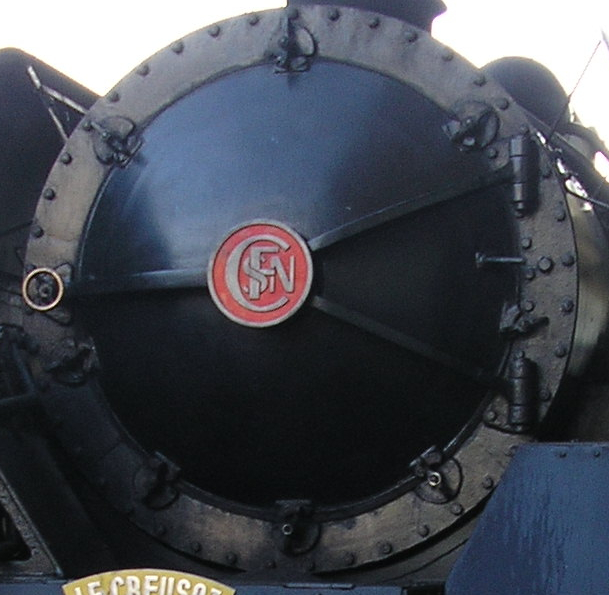
Porte de boîte à fumée de type unifié sur la 241 P 17

##### L'entrée
L'entrée des machines passe par le poste de l'aiguilleur, puis par la fosse d'extraction pour vidanger les boues accumulées en partie basse de la chaudière. Ensuite, on trouve les installations de distribution de charbon, sauf pour les machines fonctionnant au fioul qui, elles, sont dirigées vers les installations de distributions de fuel. La partie suivante est constituée par les fosses de visite où il est procédé à une vérification des organes de la machines, aussi bien internes qu'externes. C'est à cet endroit que l'équipe titulaire quitte la machine et la confie à des agents du service interne. Ceux-ci s'occupent de la suite des évènements qui consiste à emmener la machine sur le gril d'entrée où il est procédé à l'entretien du feu avec la vidange des mâchefers, du cendrier, de la boîte à fumée et aux différents ravitaillements tels que l'eau, le sable, le T.I.A.. À la suite de quoi la machine est soit remisée, soit dirigée vers le gril de sortie, soit garée pour faire tomber le feu de façon à emmener la machine froide vers l'atelier, pour des réparations notifiées lors de la visite sur les fosses ou de façon à économiser le combustible, car la reprise de service n'était pas dans l'immédiat (plus de 15 heures). Le remisage s'effectuait dans la plupart des cas sous les rotondes ou sous des remises alors que les garages s'effectuaient sur un parc découvert.

##### La sortie
Pour la sortie, les machines sont dirigées vers le gril de sortie qui est regroupé avec le gril d'entrée, où l'on procède à la préparation de la machine avec les mêmes opérations qu'à l'entrée. Par la suite, les machines sont dirigées vers les fosses de visites et de préparation où l'équipe titulaire reprend sa machine et vérifie qu'elle est apte au service. L'ultime étape est constituée par le passage devant la cabine de l'aiguilleur.

### Au temps de lalocomotive électriqueet lalocomotive diesel

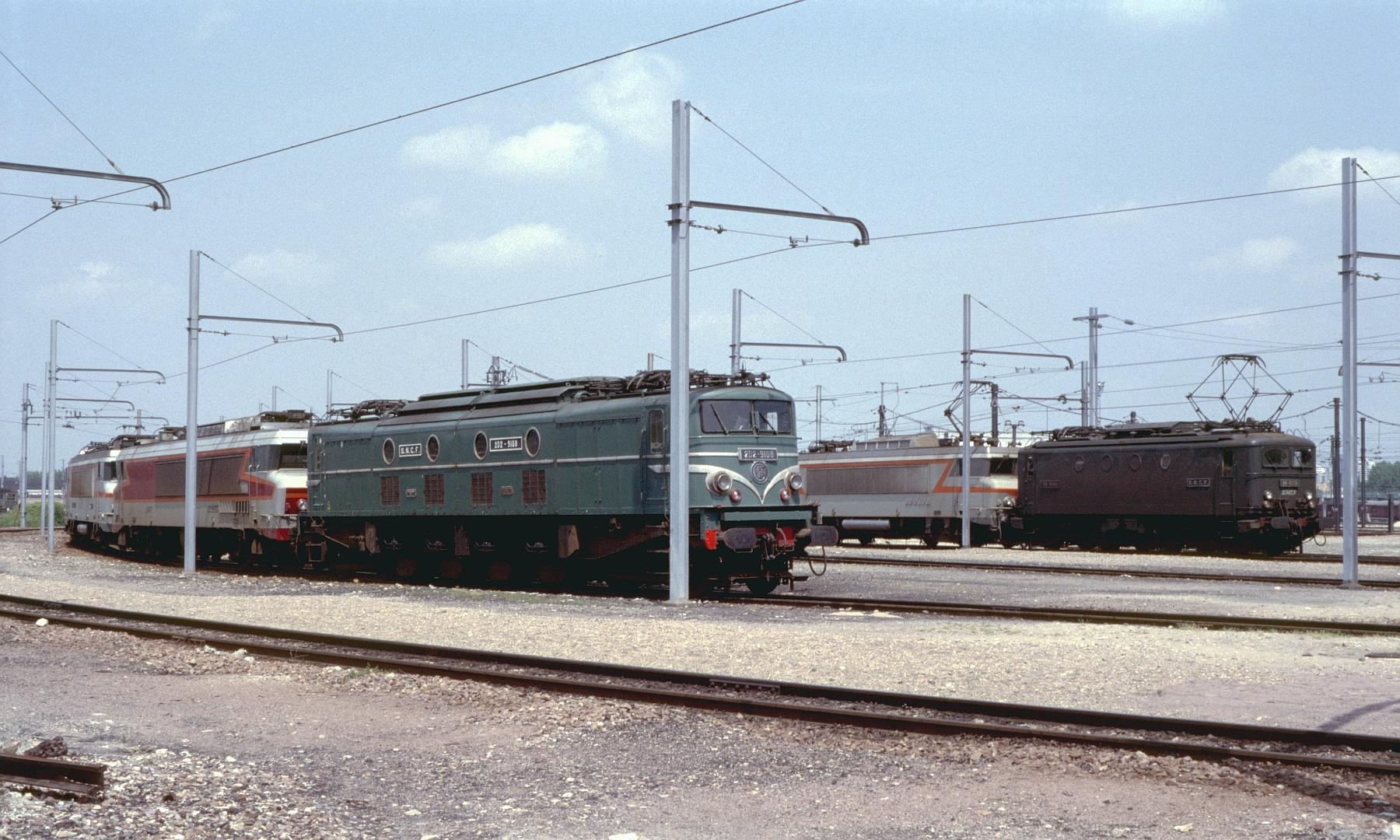
Le gril électrique du dépôt de Villeneuve-Saint-Georges le 2 juin 1985.

Si ces deux classes de locomotives fréquentèrent l'ère de la vapeur leurs besoins sont différents. Ainsi pour ces machines les installations de distributions de charbon sont devenues inutiles de même que celles pour l'eau.
Les dépôts perdirent donc de l'importance en termes d'occupation des sols. De plus ces machines étant capables de faire de plus grands trajets des dépôts disparurent purement et simplement. Cependant il existe toujours des dépôts ayant conservé la pièce maîtresse qu'était la rotonde. Il en est ainsi pour les dépôts de Chalindrey, Nevers et dans quelques gares les rotondes sont encore visibles mais servent de magasins pour la SNCF car les voies ont été déposées, cas de Colmar. Dans d'autres cas la rotonde ou la remise ont été conservées mais en ayant soit une autre utilité tel que l'aménagement  d'un centre commercial, comme à Béthune ou La Rochelle/ Bongraine, soit aucune utilité, vestige d'une époque révolue, comme à Hirson.